# St. Martin (Langenpreising)

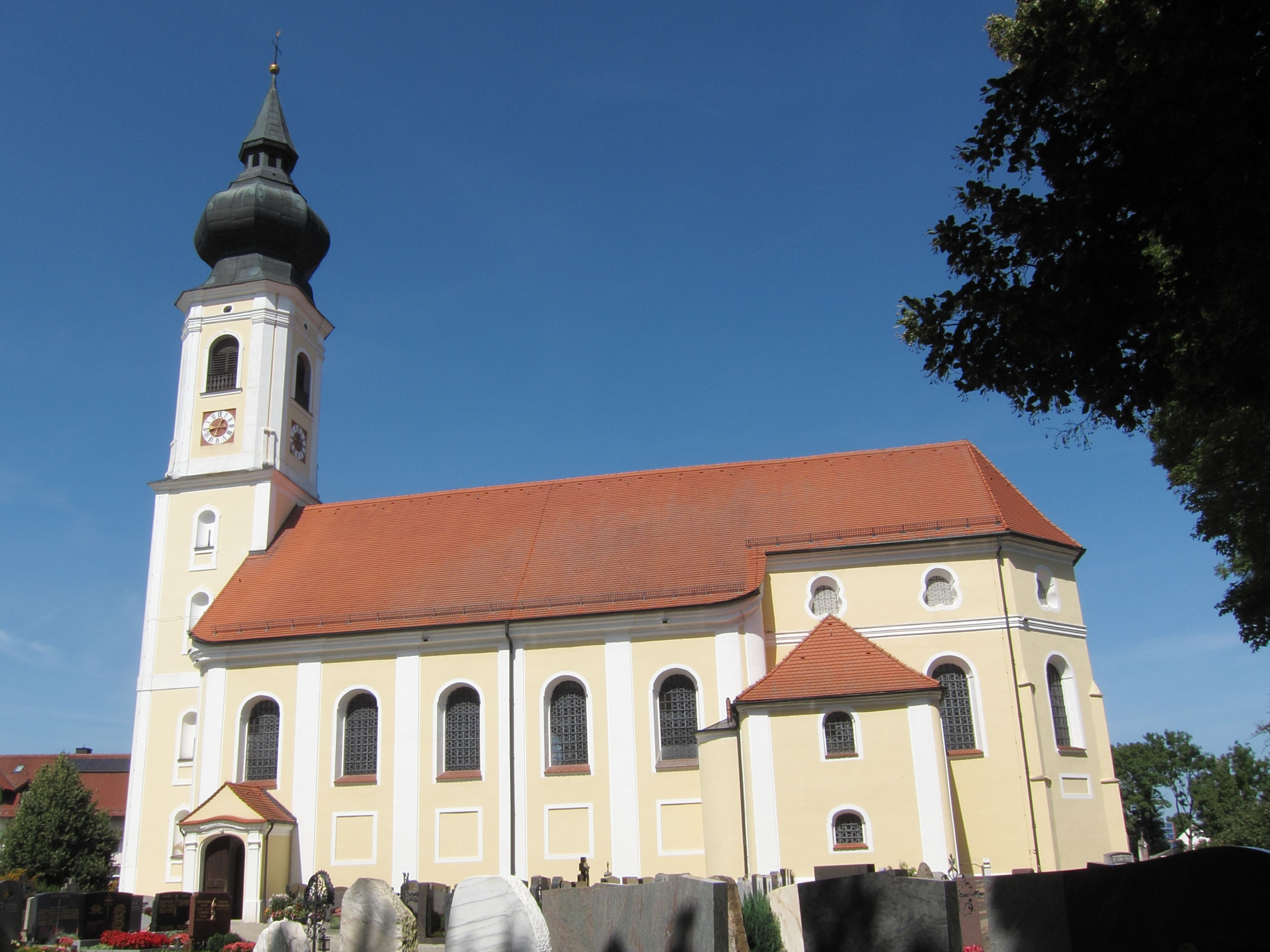
Außenansicht von Süden

Die römisch-katholische Pfarrkirche St. Martin in Langenpreising, einem Ort im oberbayerischen Landkreis Erding, ist eine im Kern spätgotische Kirche aus der Zeit um 1500, die später im Rokokostil umgestaltet wurde. Seit 2013 ist die Pfarrei Langenpreising Teil des Pfarrverbands Wartenberg, dessen geistlicher Mittelpunkt die dortige Pfarrkirche Mariä Geburt ist.

## Geschichte
Die erste urkundliche Erwähnung Langenpreisings stammt aus dem Jahr 767, als der Edle Ano de Prisinga (Ano von Preising) seinen ererbten Besitz dem Hochstift Freising übertragen ließ. Die Formulierung in der Urkunde unterstreicht die hohe Bedeutung des Ortes zur damaligen Zeit. Wahrscheinlich war dort ein Herzogshof angesiedelt. Wenig später, im Jahr 782, bestätigte der Edle „Fater de Prisinga“ (Fater von Preising) eine bereits früher von ihm getätigte Schenkung einer Kirche in Langenpreising. Dabei dürfte es sich um eine adelige Eigenkirche gehandelt haben, die nach Stahleder frühestens 739 erbaut wurde. Jedoch dürfte bereits im 7. Jahrhundert mit einer herzoglichen Hofkapelle ein erster Vorgängerbau der heutigen Pfarrkirche bestanden haben. Um das Jahr 1000 veräußerte Berhta, die Witwe des Grafen von Ebersberg, Güter in Langenpreising, eine Kirche sowie die Zehentpflicht an das Reichsstift Obermünster in Regensburg. Bischof Otto von Freising übertrug 1142 auch den Zehentanteil des Hochstifts Freising an das Reichsstift Obermünster, das ab diesem Zeitpunkt alleiniger Zehentherr in Langenpreising war.
Im Jahr 1315 wurde Langenpreising in einer Freisinger Diözesanmatrikel erstmals als Pfarrei erwähnt. Das Präsentationsrecht für die Pfarrstelle lag bei der Äbtissin zu Obermünster, dem die Pfarrei inkorporiert war. Das Urbar des Reichsstifts weist Langenpreising im Jahr 1374 als Hofmark mit umfangreichem Besitz aus: dem Amthof, zwei Mühlen, dreizehn Lehen und einem Wald. Im Spätmittelalter residierte allerdings der Langenpreisinger Pfarrer nicht am Ort, sondern ließ sich von einem schlecht bezahlten Vikar vertreten.
Die ältesten noch erhaltenen Gebäudeteile sind die Chormauern, die von einem um 1500 erbauten, spätgotischen Vorgänger der Pfarrkirche stammen. Kirchenrechnungen aus dem Jahr 1669 belegen erste Vorarbeiten zur Errichtung eines neuen, frühbarocken Langhauses. 1756 erhöhte der Erdinger Stadtmaurermeister Johann Baptist Lethner den Chor – noch heute sichtbar an dem Lisenenband, das sich in großer Höhe um das Altarhaus zieht. Den Aufsatz versah man dem Zeitgeist entsprechend mit geschweiften Blindfenstern und errichtete darauf einen neuen Dachstuhl. 1758 erfolgten, wiederum durch Lethner, zwei doppelgeschossige Anbauten an den Chor: die Sakristei auf der Südseite und spiegelbildlich dazu auf der Nordseite eine Kapelle. Aus dem gleichen Jahr stammt die vom Erdinger Schreiner Johann Michael Eckardt gefertigte Sakristeitüre.
Am 16. August 1769 stürzte bei einem Sturm der Kirchturm ein und riss Teile des bereits vorher sehr baufälligen Langhauses mit zu Boden. Dieses Unglück erzwang den Neubau von Turm und Langhaus, nun im Rokokostil, der erneut von Johann Baptist Lethner ausgeführt wurde. Da Kostenvoranschlag, Finanzierungsplan und Bauantrag erst Ende 1770 vorlagen, kann die Fertigstellung frühestens im Jahr 1771 angesetzt werden. In den Folgejahren entstand die prächtige Innenausstattung im Stile des Rokoko, für die hauptsächlich der Landshuter Bildhauer Christian Jorhan der Ältere, der Erdinger Kistler Peter Riester und sein Dorfener Kollege Anton Fackler verantwortlich zeichneten. Ihr heutiges Aussehen erreichte die Pfarrkirche endgültig mit zwei Maßnahmen, die im Jahr 1904 von dem Moosburger Baumeister Karl Kohn durchgeführt wurden, dem Anbau eines kleinen, viertelförmigen Treppenturmes im Eck zwischen Langhaus und Sakristei, der seitdem die Sakristeitreppe aufnimmt, und der Errichtung zweier seitlicher Wendeltreppen, die zum unteren Emporengeschoss führen.
Im Zuge der Säkularisation Anfang des 19. Jahrhunderts wurden zahlreiche Pfarrwallfahrten eingestellt; seitdem pilgert man nur noch einmal jährlich nach Maria Thalheim. Im Jahr 1837 wurde das Vikariat Wartenberg aus der Pfarrei Langenpreising herausgelöst und zur eigenständigen Pfarrei erhoben. Das Präsentationsrecht für die Wartenberger Pfarrstelle blieb allerdings bis 1934 beim Pfarrer von Langenpreising und wurde dann erst auf das Erzbistum übertragen. Aus dem Jahr 1886 ist von Johann Baptist Prechtl folgender Text überliefert: „Da die Strogen sehr seichte Ufer hat, so geschieht es nicht selten, daß sie über dieselben austritt und das ganze Dorf unter Wasser setzt. In solcher Zeit muß der Pfarrer auf einem Kahn zur Kirche fahren und der Lehrer auf einem Nothstege in dieselbe gelangen.“ Die Pfarrkirche samt dem Friedhof glichen aufgrund ihrer leicht erhöhten Lage bei Hochwasser meist einer Insel, während das übrige Dorf oft mehrmals pro Jahr großflächig überschwemmt war. Dieser Missstand wurde erst mit dem Bau des Strogenkanals 1927/28 behoben.

## Architektur

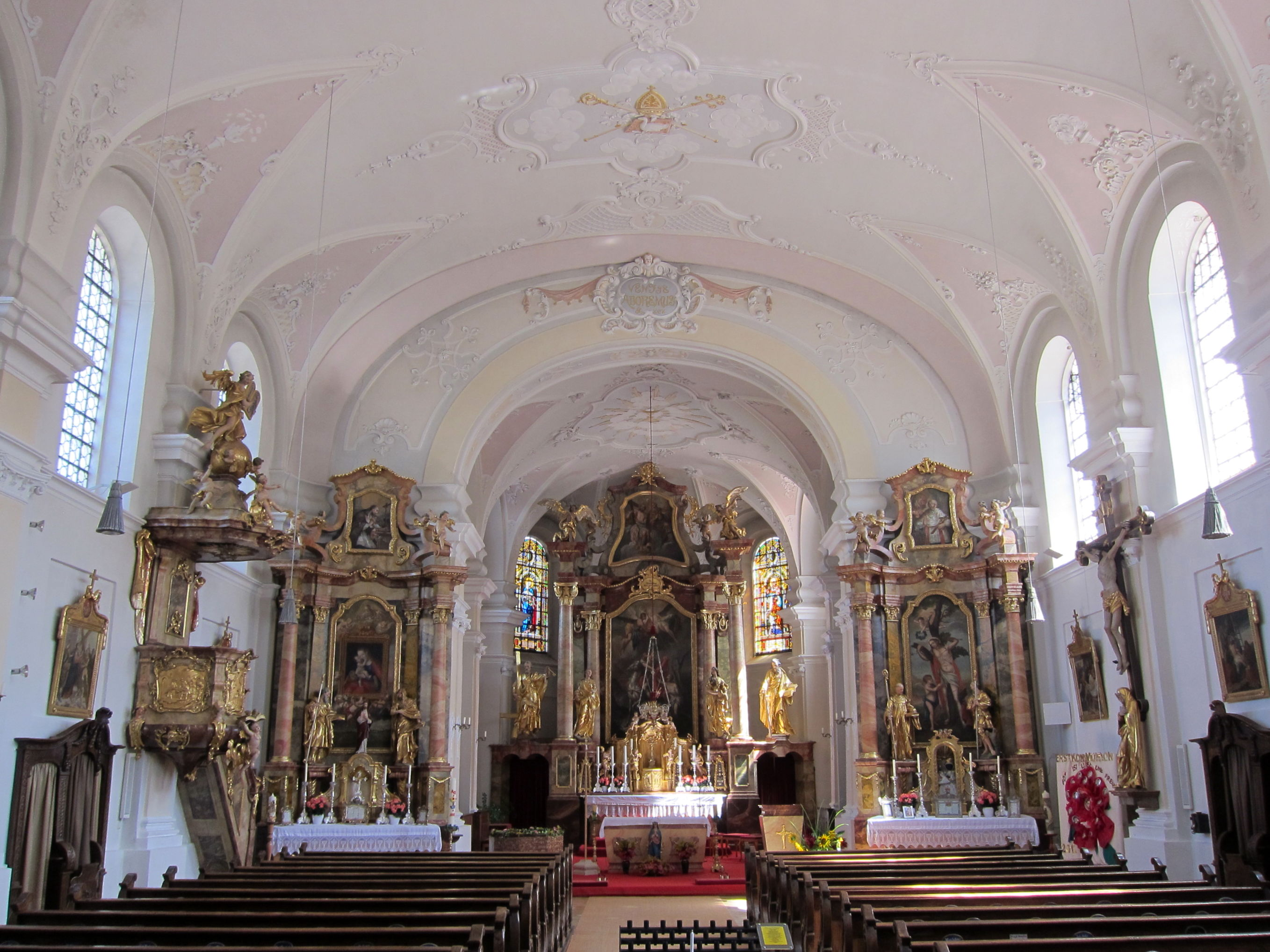
Innenraum gegen Osten

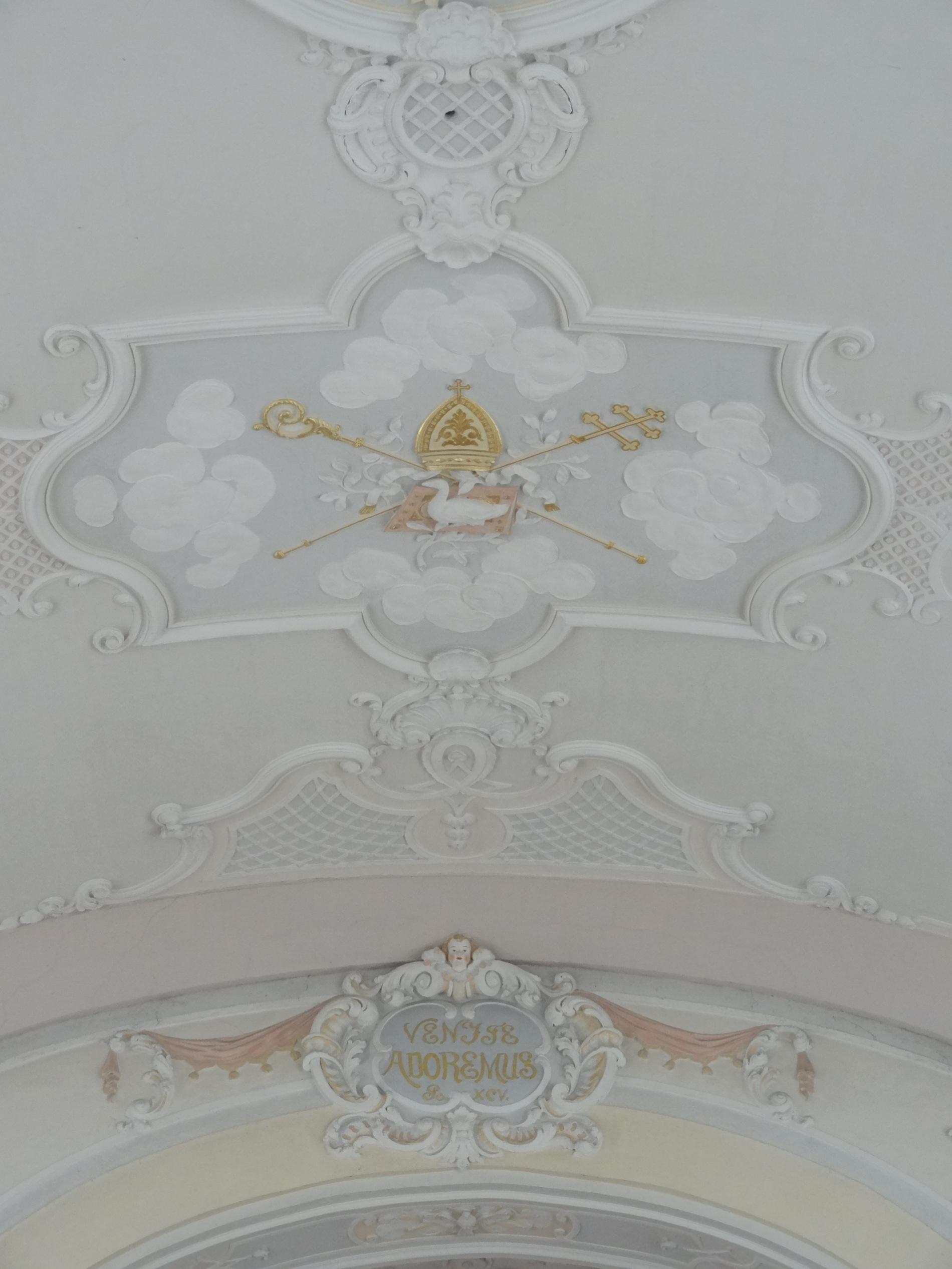
Stuckkartuschen an Langhausdecke und Chorbogenscheitel

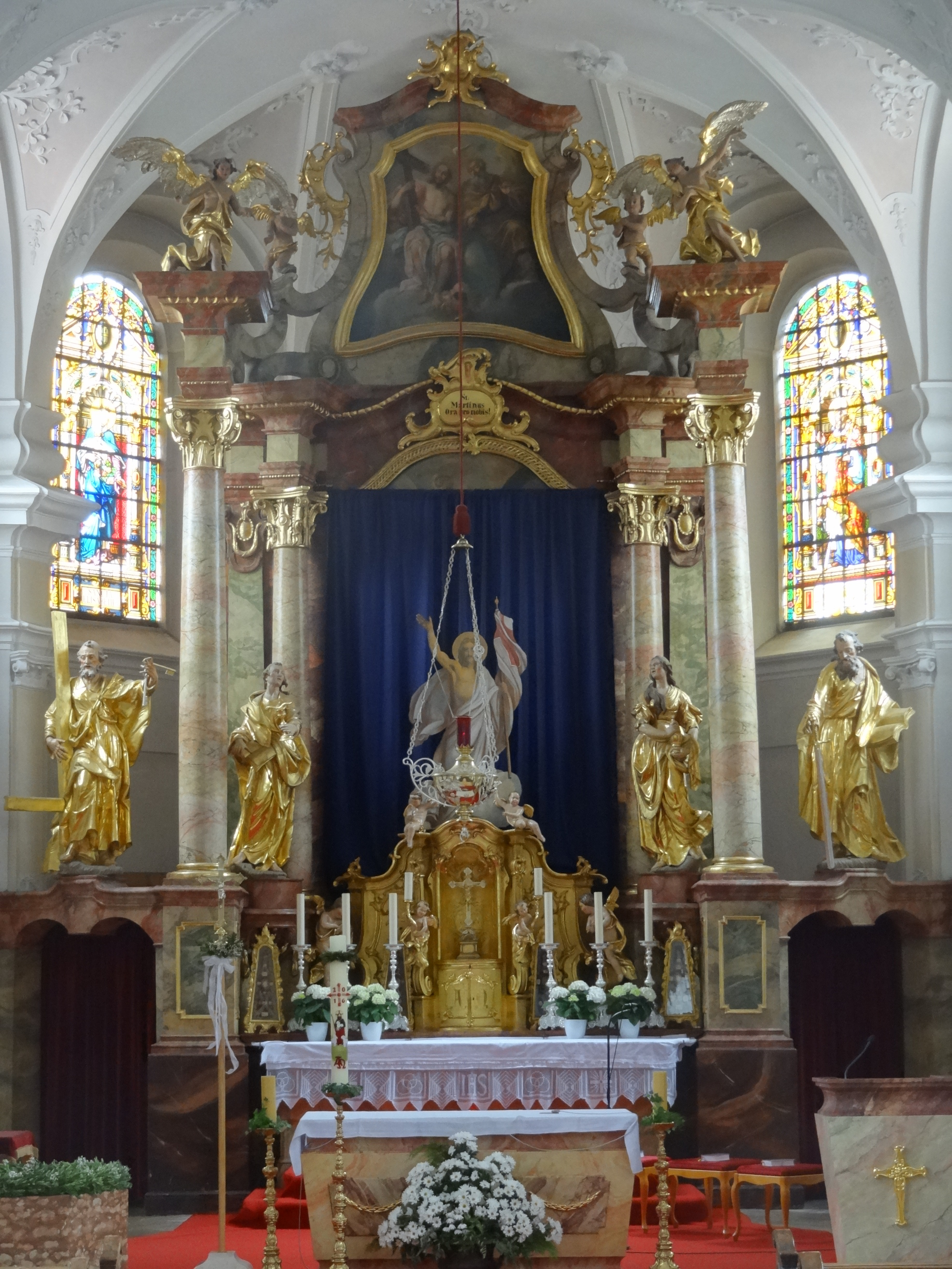
Hochaltar (1783)

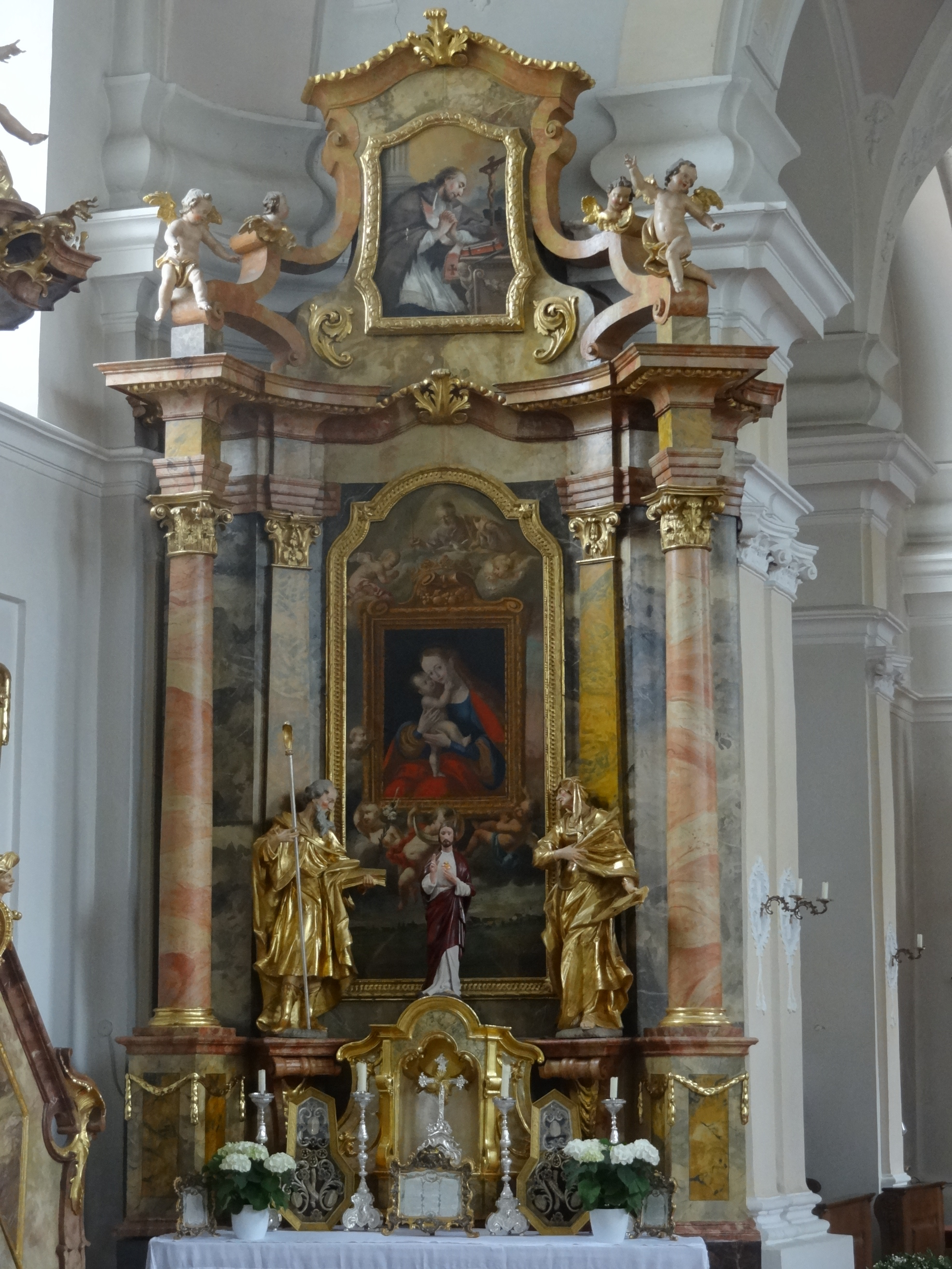
Linker Seitenaltar (1783)

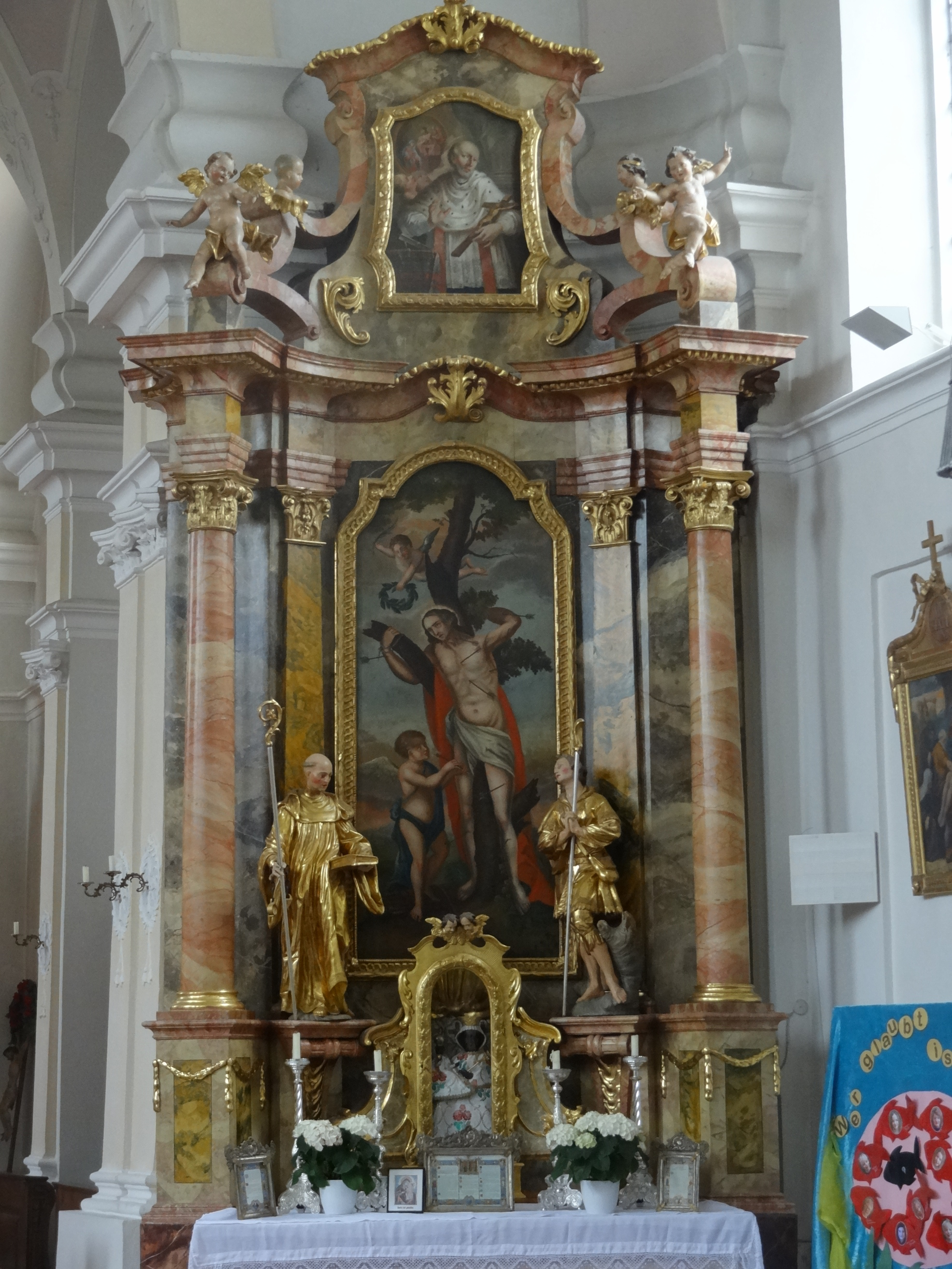
Rechter Seitenaltar (1783)

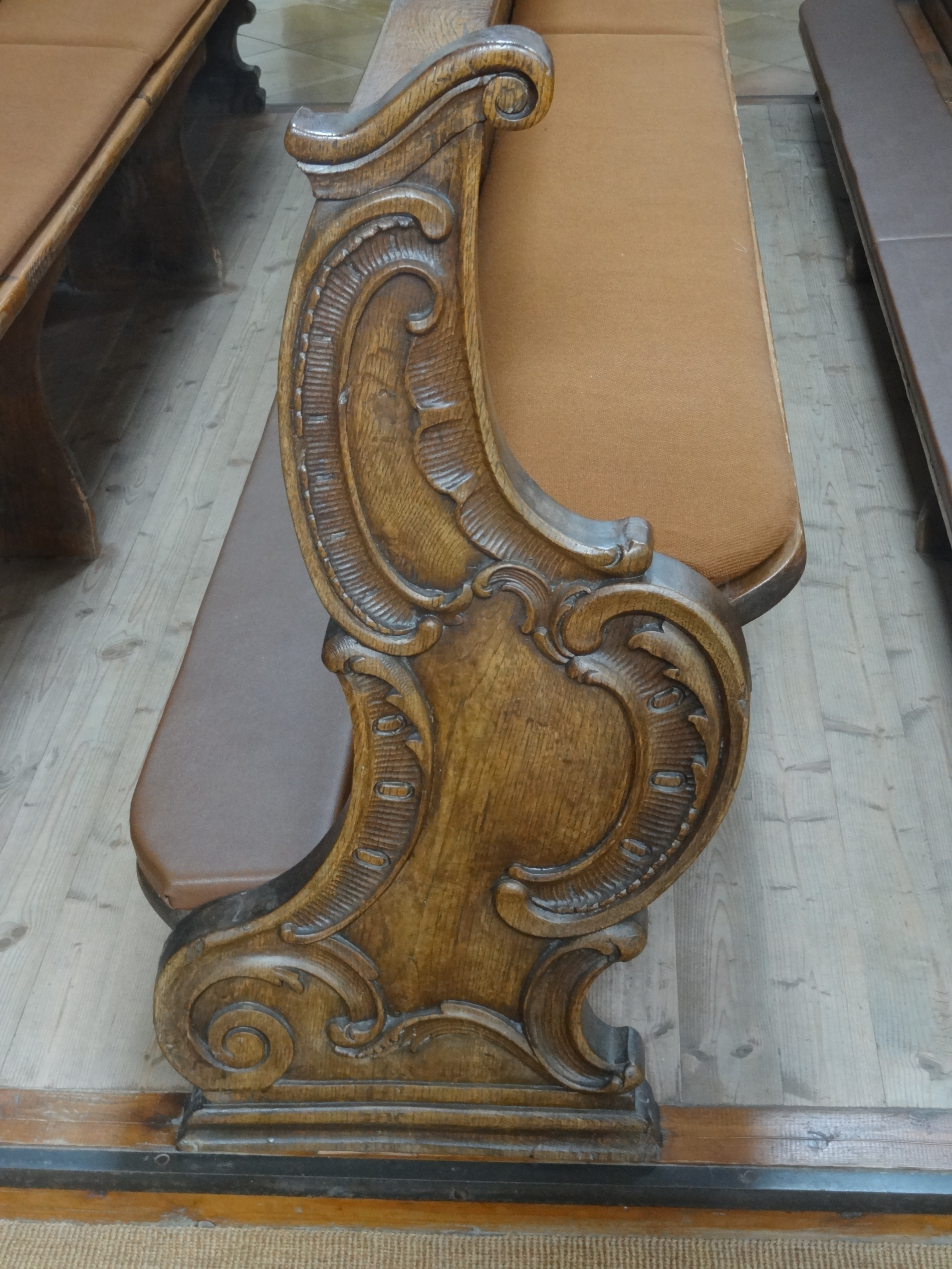
Stuhlwange im Stile des Spätrokoko (um 1780)

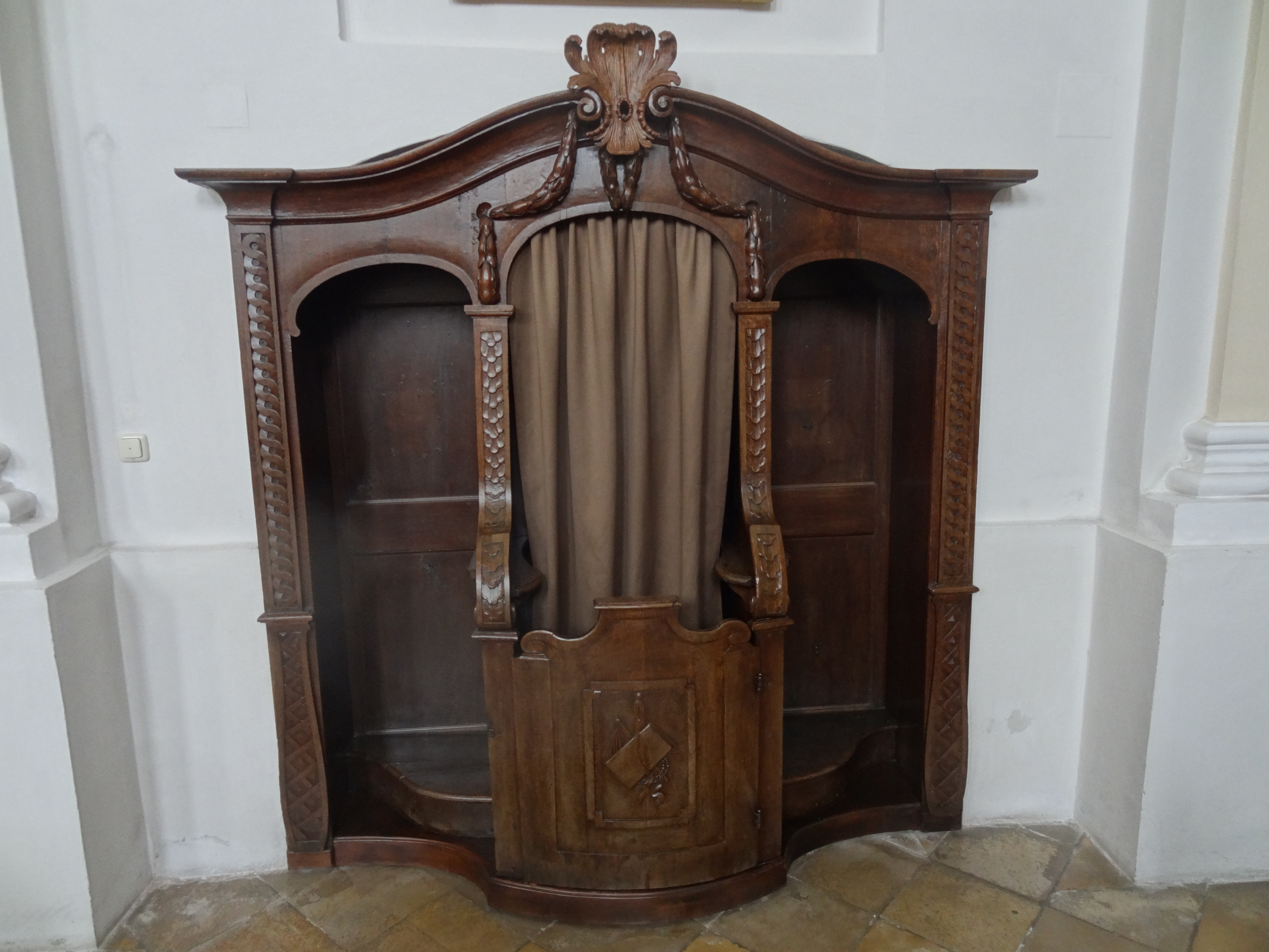
Beichtstuhl

Die Pfarrkirche ist ein stattlicher Saalbau, bestehend aus einem fünfjochigen Langhaus und einem etwas schmäleren zweijochigen, dreiseitig geschlossenen Chor auf der Ostseite. Der spätgotische Chor stammt, wie an den kräftigen, abgesetzten Dreieckstreben als typischem Stilmerkmal erkennbar ist, von der Landshuter Bauhütte, die in der Tradition des Hans von Burghausen stand. Das Langhaus weist eine Lisenengliederung und abgerundete Ecken auf, beides häufig anzutreffende Merkmale Lethner'scher Kirchenbauten. Auch der fünfgeschossige Westturm ist anhand verschiedener Charakteristika unschwer dem Erdinger Baumeister zuzuordnen. Dazu zählen beispielsweise die schießschartenähnlichen Lichtschlitze in Rundbogennischen in den unteren vier Turmgeschossen, die angeschrägten Ecken mit Volutenanschwüngen am Glockengeschoss sowie die Zwiebelhaube mit Laterne.
Der weite Innenraum wird von einem gedrückten Tonnengewölbe mit Stichkappen überspannt. Dieses ruht im Langhaus auf Pilastern mit verkröpftem Gebälk. Das Gewölbe des durch einen ebenfalls gedrückten Chorbogen eingezogenen Chores dagegen entspringt aus deutlich weiter in den Raum ragenden Wandpfeilern, die in der Barockzeit mit kräftigem Gesims versehen wurden. An beiden Seitenwänden des Altarhauses befinden sich die von qualitätvollem Rokokoschnitzwerk eingerahmten Fenster der sogenannten Winterchöre, zweier im Obergeschoss der Choranbauten liegender Räume. Im Westturm ist die Haupttreppe zu den beiden Emporen untergebracht, welche das rückwärtige Langhausjoch überdecken. Langhaus und Chor werden durch in großer Höhe angebrachte Rundbogenfenster im Vergleich zu anderen Rokokokirchen eher spärlich beleuchtet. Durch die Anordnung des Kirchengestühls ergeben sich im Langhaus ein Mittelgang, zwei Seitengänge und ein Quergang, der die beiden Kirchenportale im westlichsten Joch verbindet. Dies ermöglichte in früherer Zeit die Durchführung monatlicher Prozessionen.
Der Stuck in Langhaus und Chor wurde erst in den Jahren 1902 bis 1904 im Stile des Neobarock bzw. Neorokoko in dezenten Pastelltönen ausgeführt. Die Entwürfe stammen von dem Münchner Architekten Hans Schurr; umgesetzt wurden sie von der Münchner Firma Maille & Blersch. Die Kartusche über dem Chorbogen trägt die Inschrift „VENITE / ADOREMUS / Ps. XCV“ (Kommt, lasset uns anbeten Ps 95,6 ). In die Fenster in den schräggestellten Segmenten des Chorschlusses wurden 1989 Glasgemälde von 1884 wieder eingesetzt. Die Werke des Münchners Karl Ulke zeigen die Heiligen Elisabeth (links) und Korbinian (rechts).

## Ausstattung
Die meisten Ausstattungsgegenstände sind stilistisch am Übergang zwischen Rokoko und Klassizismus anzusiedeln. Die für den Rokoko typische Verspieltheit und Leichtigkeit ist in Langenpreising bereits abgeschwächt und zeigt deutlich Einflüsse des sich parallel entwickelnden Klassizismus – erkennbar beispielsweise an den ernsten Mienen und dem strengen Faltenwurf.

### Hochaltar
Der frühklassizistische Hochaltar mit seinen seitlichen Durchgängen nimmt einen Großteil des Chorschlusses ein. Er entstand 1783 aus einer Zusammenarbeit des Dorfener Schreiners Anton Fackler mit dem bedeutenden Landshuter Bildhauer Christian Jorhan d. Ä. Vier gestaffelt angeordnete, marmorierte Rundsäulen mit korinthisierenden Kapitellen rahmen das Altarblatt des Kirchenpatrons Martin von Tours. Dieser teilt, dargestellt als römischer Offizier, seinen Mantel mit einem Bettler. Darüber schweben Engel, die bereits Stab und Mitra für den späteren Bischof bereithalten. Neben dem Gemälde stehen auf seitlichen Konsolen die Figuren des Evangelisten Johannes (links) und der Maria Magdalena (rechts), die beide von Jorhan geschaffen wurden. Über diesen stehen Plastiken der Apostel Petrus und Paulus, die ebenfalls von Jorhan stammen. Auf dem gekröpften Gebälk sitzen auf zwei seitlichen Podesten Engelsfiguren. Zur Mitte hin schwingen sich jeweils Voluten, die mit weiteren Putten besetzt sind, zum geschweiften Altarauszug auf. Das Auszugsbild zeigt die Heilige Dreifaltigkeit.

### Seitenaltäre
Die frühklassizistischen Seitenaltäre wurden wie der Hochaltar 1783 von Fackler und Jorhan geschaffen. Sie sind als Pendants angelegt und ähneln im Aufbau stark dem Hochaltar, wenn auch in der Gestaltung etwas einfacher gehalten. Außen sind jeweils zwei Rundsäulen angeordnet; innen ragen zwei flache Pilaster auf, die das Altarblatt rahmen. Aus dem verkröpften Gebälk schwingen mit Engeln besetzte Voluten zum Altarauszug auf, der ebenfalls ein kleines Gemälde enthält. Auf der Mensa ist jeweils ein vergoldeter Schrein aufgestellt.
Der nördliche (linke) Seitenaltar zeigt im Hauptgemälde Engel auf Gewölk über einer Ortsansicht von Langenpreising, die eine Kopie des berühmten Gnadenbildes Mariahilf tragen. Darüber thront Gott Vater mit der Heilig-Geist-Taube inmitten zweier weiterer Engel. Die von Jorhan geschaffenen Assistenzfiguren stellen die Eltern Mariens, die heilige Anna und den heiligen Joachim, dar. Im Auszugsbild ist der heilige Johannes Nepomuk zu sehen. Der Schrein auf der Mensa enthält eine Aussetzungsnische und trägt während der Osterzeit eine Figur des Auferstandenen. Der südliche (rechte) Seitenaltar enthält ein Altarblatt, auf dem das Martyrium des heiligen Sebastian dargestellt ist. Dieses wurde von dem Maler Johann Baptist Geiger signiert. Als Seitenfiguren dienen die „Bauernheiligen“ Leonhard und Isidor. Im Auszugsgemälde ist der 1767 heiliggesprochene Johannes von Krakau und in dem rundbogigen Frührokoko-Schrein auf der Mensa ist eine Kopie der Altöttinger Madonna zu sehen. Diese ist mit reich verziertem Silberbrokat bekleidet. Zu dem Gnadenbild hat sich in der Barockzeit eine heute längst erloschene Wallfahrt ausgebildet. So sind für die Jahre 1735 bis 1738 insgesamt 39 Gebetserhörungen verzeichnet.
Im 18. Jahrhundert befand sich noch ein vierter Altar in der Kirche, der sogenannte Bauernaltar, der der heiligen Margareth geweiht war. Dieser dürfte in der Nähe der Portale aufgestellt gewesen sein, sodass die Bauern dort auch mit verschmutzter Arbeitskleidung ihr Gebet verrichten durften. Dort war ursprünglich auch das Gnadenbild der Altöttinger Madonna aufgestellt.

### Kanzel
Die Kanzel im Stile des Spätrokoko entstand 1777 in Zusammenarbeit von Peter Riester und Christian Jorhan d. Ä., wobei Letzterer laut Kostenvoranschlag „zu solcher Kanzel einen großen Engel und andere Figuren“ für 130 Gulden zu fertigen hatte. An dem geschwungenen Kanzelkorb sind vier kleine Köpfe mit unterschiedlicher Hautfarbe und Kopfbedeckung zu sehen, die die damals bekannten vier Kontinente symbolisieren. Auf der der Gemeinde zugewandten Seite scheint eine vollplastische Engelsfigur zu schweben. Diese trägt über ihrem Haupt ein aufgeschlagenes Evangeliar mit daraufliegenden Weintrauben. Drei golden gefasste Holzreliefs geben Szenen aus dem Evangelium wieder: das Gleichnis von den Arbeitern im Weinberg (Mt 20,1-16 ), die Speisung der Fünftausend (Joh 6,5-13 ) und das Gleichnis vom Sämann (Mk 4,1-9 ). Die Rückwand der Kanzel ist seitlich mit Draperien verziert. Auf der Unterseite des Schalldeckels ist eine Heilig-Geist-Taube inmitten eines Strahlenkranzes dargestellt. Darauf stehen drei Putten symbolhaft für Gerechtigkeit, Strafe und Belohnung. Erhöht auf einem Podest steht eine große Engelsfigur mit den Tafeln der Zehn Gebote auf einer Weltkugel, aus der drei Puttenköpfe hervorragen.

### Übrige Ausstattung
An den Seitenwänden des Chorraums befinden sich Gemälde der heiligen Barbara (Nordseite) und der heiligen Margareta, die 1739 von dem Wartenberger Maler Franz Xaver Aiglstorfer gefertigt wurden. Daneben sind zwei spätgotische Plastiken der Mondsichelmadonna, das nackte Kind in beiden Händen haltend, und des heiligen Bischofs Martin angebracht. Darunter befindet sich je eine Reihe frühklassizistischen Chorgestühls. Im Chorraum erinnern fünf Epitaphien an sechs verstorbene und dort bestattete Pfarrherrn: Matthias Huber († 1724); Josef Heinrich Freiherr von Lemmingen († 1738), der nach dem Tod seiner Gattin zum Priester geweiht wurde, und dessen Sohn Johann Ludwig Karl Freiherr von Lemmingen († 1746), der ebenfalls Pfarrer war, Michael Heckenstaller († 1759), Johann Baptist Aloys Streib († 1794) und Kaspar Wolfgang Breitenbach († 1826).
Das Laiengestühl umfasst kunstvolle Wangen im Stile des späten Rokoko und wurde wie der Großteil der Innenausstattung um 1780 gefertigt. Eine Besonderheit sind die fast vollständig erhaltenen Namensschilder mit Frakturschrift auf blauem Hintergrund, die aus den 1920er Jahren stammen. In der Nähe des linken Seitenaltares wurde der spätgotische Taufstein aus der Zeit um 1500 platziert, der noch von der Ausstattung des Vorgängerbaus stammen dürfte. Auf einem gemauerten achteckigen Sockel befindet sich das ebenfalls achteckige Becken aus rotem Marmor. In Wandnischen im Langhaus sind die vier Beichtstühle mit frühklassizistischem Dekor eingelassen. Sie dürften um 1785 von Anton Fackler aus Dorfen erstellt worden sein. Gegenüber der Kanzel, an der Südwand des Langhauses, ist ein Kruzifix mit der Figur der Mater Dolorosa zu sehen, welches laut Kirchenrechnung von 1680 von dem Erdinger Bildhauer Philipp Vogl geschaffen wurde.
Der Kreuzwegzyklus ist eine von einem unbekannten Meister erstellte Kopie der Kreuzwegtafeln, die Joseph von Führich für die St.-Laurentius-Kirche in Prag schuf. Diese wurden ab 1847 häufig nachgeahmt, sodass der Kreuzweg in Langenpreising aus der zweiten Hälfte des 19. Jahrhunderts stammen dürfte. Eine Votivtafel zu Ehren des heiligen Leonhard berichtet von der im Jahr 1728 grassierenden Rinderseuche, von der Langenpreising offenbar verschont blieb. Die lateinische Inschrift lautet: „EX VOTO Parochi, et Communitatis in Langenpreising / Anno 1728“. (Aufgrund eines Gelübdes der Pfarrei und Gemeinde in Langenpreising, 1728). Auf der zeitgenössischen Ortsansicht von Langenpreising ist der ehemalige gotische Turm der Pfarrkirche mit Spitzhelm zu sehen.

### Orgel
Die Orgel der Pfarrkirche im oberen Emporengeschoss mit einem fünfgliedrigen Brüstungsprospekt in barockisierenden Formen wurde im Jahr 1972 von der Firma Orgelbau Sandtner aus Dillingen an der Donau erbaut. Das rein mechanische Kegelladeninstrument umfasst insgesamt 14 Register auf zwei Manualen und Pedal.
Es löste eine ebenfalls zweimanualige Orgel mit 12 Registern ab. Sie hatte einen freistehenden Spieltisch und war in einem neuromanischen Prospekt untergebracht. Sie war 1887 von dem Münchner Orgelbauer Franz Borgias Maerz hergestellt worden und wurde im Jahr 1973 nach Breitbrunn im Landkreis Haßberge verkauft, wo sie noch ihren Dienst tut. Die Vorgängerorgel dieses Instruments, eine einmanualige Schleifladenorgel mit vier Registern und angehängtem Pedal, ist nicht mehr erhalten. Sie wurde 1765 von Johann Schweinacher aus Landshut geschaffen.
| I Hauptwerk C–g3 |            |       |
| 1.               | Principal  | 8′    |
| 2.               | Bordun     | 8′    |
| 3.               | Octave     | 4′    |
| 4.               | Spitzflöte | 4′    |
| 5.               | Feldpfeife | 2′    |
| 6.               | Mixtur IV  | 1 ⁄3′ |

| II Positiv C–g3 |             |    |
| 7.              | Holzgedackt | 8′ |
| 8.              | Rohrflöte   | 4′ |
| 9.              | Principal   | 2′ |
| 10.             | Terzian II  |    |
| 11.             | Schalmey    | 8′ |
|                 | Tremulant   |    |

| Pedal C–f1 |          |     |
| 12.        | Subbaß   | 16′ |
| 13.        | Octavbaß | 8′  |
| 14.        | Posaune  | 8′  |

- Koppeln: II/I, II/P, I/P

| I Manual C–f3 |           |       |
| 1.            | Bourdon   | 16′   |
| 2.            | Principal | 8′    |
| 3.            | Gamba     | 8′    |
| 4.            | Gedackt   | 8′    |
| 5.            | Octave    | 4′    |
| 6.            | Rohrflöte | 4′    |
| 7.            | Mixtur IV | 2 ⁄3′ |

| II Manual C–f3 |            |    |
| 8.             | Tibia      | 8′ |
| 9.             | Salicional | 8′ |
| 10.            | Fugara     | 4′ |

| Pedal C–d1 |          |     |
| 11.        | Subbaß   | 16′ |
| 12.        | Octavbaß | 8′  |

- Koppeln: II/I, II/P, I/P
- Spielhilfen: Tutti

| I Manual |            |    |
| 1.       | Copel      | 8′ |
| 2.       | Brincipall | 4′ |
| 3.       | Octauff    | 2′ |
| 4.       | Mixtur II  | 1′ |

| Pedal     |
| angehängt |

### Glocken
In dem alten Glockenstuhl hängen vier Glocken, die beide Weltkriege unbeschadet überstanden haben. Im Einzelnen sind dies:
| Nr. | Gießer                                                        | Gussjahr | Gewicht [kg] | Durchmesser [cm] | Schlagton | Inschrift |
| --- | ------------------------------------------------------------- | -------- | ------------ | ---------------- | --------- | --- |
| 1.  | Johann Matthias Langenegger und Anton Benedikt Ernst, München | 1725     | 930          | 112              | f1        | |
| 2.  | Karl Gottlieb Hancke, Landshut                                | 1769     | 550          | 99               | as1       | |
| 3.  | Johann Matthias Langenegger und Anton Benedikt Ernst, München | 1719     | 210          | 81               | b1        | |
| 4.  | Anton Benedikt Ernst, München                                 | 1742     | 58           | 48               | ?         | Sub regim: D: D: Jo: Lud: Caroli Weichs L. B. de Lemmingen S: R: J: Pr: et EP: Frising: Co: ec: et parochus ibidem MDCCXLII |

## Umgebung

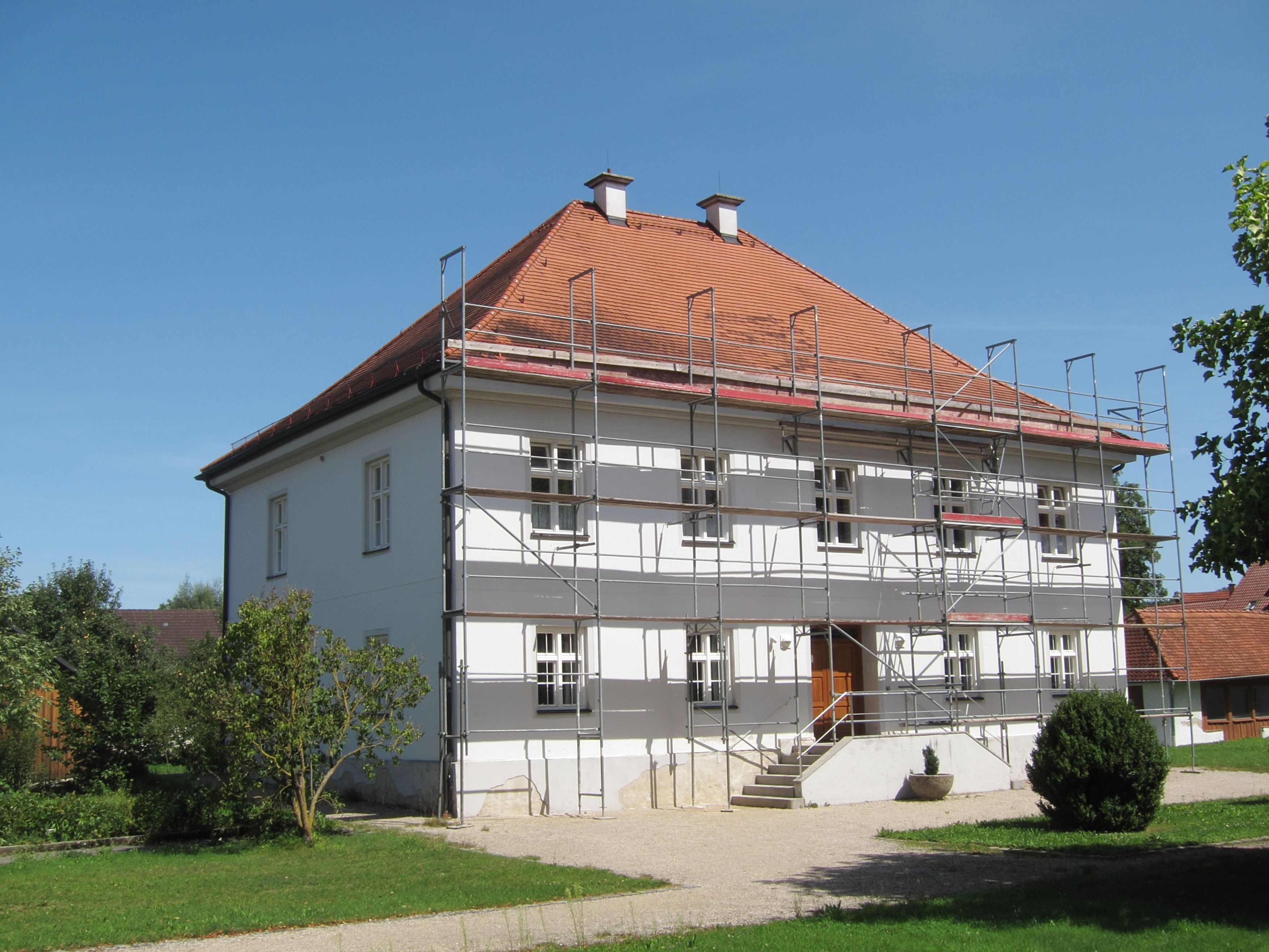
Pfarrhaus von 1812

Rund um die Pfarrkirche St. Martin erstreckt sich der große Ortsfriedhof. Östlich davon steht das Pfarrhaus, ein freistehender zweigeschossiger Walmdachbau, 1812 von dem Münchner Architekten Gustav Vorherr im klassizistischen Stil errichtet.